# TaleWorlds
TaleWorlds Entertainment – tureckie niezależne studio produkujące gry komputerowe, założone w 2005 roku w Ankarze przez małżeństwo Yavuzów. Pierwsza gra studia pod nazwą Mount & Blade ukazała się w 2008 roku i była opartą na otwartym świecie przygodową grą akcji, w której gracz wcielał się w rolę wojownika walczącego dla jednego z kilku fikcyjnych królestw. Sukces Mount & Blade spowodował wydanie dodatków: Mount & Blade: Ogniem i Mieczem (2009), osadzonego w realiach Rzeczypospolitej szlacheckiej, oraz Mount & Blade: Warband (2010) rozbudowującego świat gry. W 2012 roku studio ogłosiło prace nad kontynuacjami Mount & Blade oraz Ogniem i Mieczem. W 2020 roku ukazała się kolejna gra studia pod tytułem Mount & Blade II: Bannerlord.

## Gry autorstwa studia
Na podstawie Gry-Online:
- Mount & Blade (2008)
- Mount & Blade: Ogniem i Mieczem (2009)
- Mount & Blade Warband (2010)
- Mount & Blade: Ogniem i Mieczem: Dzikie Pola (2010)
- Mount & Blade: Ogniem i Mieczem 2: Ku Karaibom (2015)
- Mount & Blade II: Bannerlord (2020)